# 15239 Стенхаммар
15239 Стенгаммар (15239 Stenhammar) — астероїд головного поясу, відкритий 4 лютого 1989 року.
Тіссеранів параметр щодо Юпітера — 3,238.
Названо на честь шведського композитора Вільгельма Стенхаммара швед. Carl Wilhelm Eugen Stenhammar, (1871-1927).